# Dorippoidea
Super-famille
Les Dorippoidea sont une super-famille de crabes. Elle comporte quatre familles dont deux fossiles.

## Liste des familles
D'après World Register of Marine Species (16 février 2016) :
- Dorippidae MacLeay, 1838
- Ethusidae Guinot, 1977
- † Necrocarcinidae Förster, 1968
- † Orithopsidae Schweitzer, Feldmann, Fam, Hessin, Hetrick, Nyborg & Ross, 2003

## Publication originale
- Macleay, 1838 : « On the brachyurous decapod Crustacea brought from the Cape by Dr. Smith ». Illustrations of the Annulosa of South Africa; being a portion of the objects of natural history chiefly collected during an expedition into the interior of South Africa, under the direction of Dr. Andrew Smith, in the years 1834, 1835. and 1836; fitted out by “The Cape of Good Hope Association for Exploring Central Africa”. p. 53–71.

## Sources
- Ng, Guinot & Davie, 2008 : Systema Brachyurorum: Part I. An annotated checklist of extant brachyuran crabs of the world. Raffles Bulletin of Zoology Supplement, n. 17 p. 1–286.
- De Grave & al., 2009 : A Classification of Living and Fossil Genera of Decapod Crustaceans. Raffles Bulletin of Zoology Supplement, n. 21, p. 1-109.